# A Sólyom végveszélyben
A Sólyom végveszélyben (eredeti cím: Black Hawk Down) 2001-ben bemutatott amerikai háborús filmdráma Ridley Scott rendezésében. A főszerepben Josh Hartnett, Ewan McGregor, Tom Sizemore, Eric Bana és William Fichtner látható.
A film 2001. december 28-án jelent meg.

## Cselekmény
|  | Alább a cselekmény részletei következnek! |

- 1993. október 3. Du. 2 óra 49 perc: A célszemélyeknek, a Hadr Gibr klán két vezetőjének beazonosítása a Hawlwadig úti épületben.
- Du. 3:32: Megindul a bevetés 19 légi járművel, 12 szárazföldi járművel és 160 emberrel.
- Du. 3:42: Megkezdődik a támadás. A négy ranger egység a Sólyom, a Delta Force Kommandó pedig a Kismadár típusú helikopterekről kezdi meg a leereszkedést. Az egyik ranger, Todd Blackburn közlegény 18 méter magasból lezuhan az utcára.
- Du. 4:00: A szomáliai milícia fegyveresei egész Mogadishu területéről a helyszínre gyűlnek.
- Du. 4:02: A különleges egységek jelentik, hogy őrizetbe vették a klánvezéreket és még 21 embert. Miközben felkészülnek a visszavonulásra, három autó megpróbálja a sebesült Blackburn közlegényt visszaszállítani a bázisra.
- Du. 4:15: A tűzharc és a zűrzavar miatt nem tudják kihozni a foglyokat.
- Du. 4:20: A Sólyom 6-1-es helikopter, amelyet a társai által "Elvis"-nek becézett Cliff Wolcott főtörzszászlós vezet, rakétatalálatot kap, és a célobjektumtól öt háztömbnyire északkeletre lezuhan.
- Du. 4:22: A szomáliaiak megrohanják a baleset helyszínét. Az amerikai földi konvoj a foglyokkal együtt elindul a lelőtt szállítógép felé. A Sólyom 6-4-es helikopter, amelynek pilótája Mike Durant főtörzszászlós, a helyszín fölé száll.
- Du. 4:28: A felmentőcsapat köteleken leereszkedik, hogy kimentse a lelőtt helikopter személyzetét.
- Du. 4:35: A földi konvoj közben rossz irányba fordul, és ide-oda bolyong Mogadishu utcáinak labirintusában. Szinte minden sarkon úttorlaszokba ütköznek, és jelentős veszteségeket szenvednek.
- Du. 4:40: Mike Durant helikopterét is eltalálják és az a célobjektumtól másfél kilométerre délnyugatra lezuhan. Az ellenséges erők kezdik megközelíteni a helikoptert.
- Du. 4:42: Két Delta Force kommandós mesterlövész, Randy Shughart és Gary Gordon őrmesterek jelentkeznek, hogy tegyék le őket a második baleset helyszínén, ők majd fedezik a sebesült Durantot és legénységét.
- Du. 4:54: Az "eltévedt konvoj", miután tagjainak fele megsebesült vagy elesett, feladja a kutatást az elsőnek lelőtt Sólyom 6-1-es helikopter után, és kemény harcok közepette megpróbál visszajutni az Indiai-óceán partján lévő amerikai bázisra.
- Du. 5:03: Egy kisebb felmentő konvoj elindul, hogy kimentse a Durant balesetének helyszínén csapdába esett legénységet. Erős tűzzel, úttorlaszokkal és egyéb akadályokkal kell megküzdeniük.
- Du. 5:34: Mindkét szárazföldi konvoj erősen megfogyatkozott és sok a sebesültjük. Egyesülnek és felhagynak a próbálkozással, hogy áttörjenek Duranthoz, a másodiknak lelőtt helikopterhez. A Delta Foce Kommandóból és a rangerek közül megmaradt katonák az első lelőtt helikopternél gyülekeznek. Veszteségeik jelentősek.
- Du. 5:40: A szomáliai tömeg megrohanja Durant helikopterbalesetének helyszínét, és Durant kivételével megölik a Sólyom 6-4-es egész legénységét. Durantot a szomáliai milícia túszként elszállítja.
- Du. 5:45: 99 csapdába esett ember marad az első lelőtt Sólyom körül, amikor mindkét amerikai konvoj visszatér a bázisra. A Mogadishuban maradt katonák az életükért harcolnak.
- Este 10:00: Megkezdődik egy igen nagy konvoj összeállítása, hogy kihozzák a Mogadishuban csapdába esett katonákat. Az egység, amely az ENSZ békefenntartóinak lobogója alatt indul majd el, a Tizedik Hegyivadászok két osztagából, a Gyors Reagálású Erők megmaradt rangereiből, pakisztáni tankokból, malajziai harci járművekből áll.
- Este 11:23: A hatalmas felmentő sereg elindul a bevetésre Mogadishuba.
- 1993. október 4. Hajnali 1óra 55 perc: A felmentő konvoj eléri a csapdába esett kommandósokat. Az éjszaka kedvez a kitűnő amerikai pilótáknak, az úgynevezett "éjszakai vadászoknak", akik a nehézfegyverzettel felszerelt Kismadár támadóhelikoptereikkel számtalanszor berepülnek a terület fölé, és folyamatosan tüzelnek, hogy megvédjék az utcákon harcoló bajtársaikat.
- Hajnali 3:00: Az egység keményen küzd, hogy kihozza a Sólyom 6-1-es pilótájának, Cliff Wolcottnak a holttestét. A kommandósok fogadalma szerint ugyanis nem hagyhatnak hátra egyetlen embert sem, akár él, akár meghalt.
- Hajnali 5:30: Végre megtalálják Wolcott tetemét, és a konvoj megkezdi a kivonulást a városból. A járműveken a Tízes Hegyivadászok és az ENSZ-katonák ülnek, míg a rangerek hátramaradnak, hogy az erős tűzben biztosítsák a kivonulást.
- Reggel 6:30: Az egység visszatér egy, az ENSZ-katonák által ellenőrzött stadionba. 19 halott és 73 sebesült van velük. A szomáliai áldozatok pontos számát soha nem közölték, de becslések szerint körülbelül 1000-en vesztették életüket, és a sebesültek száma ennek a többszöröse.

## Szereplők
| Szereplő                     | Színész          | Magyar hang          |
| ---------------------------- | ---------------- | -------------------- |
| Matt Eversmann őrmester      | Josh Hartnett    | Hevér Gábor          |
| John Grimes ranger           | Ewan McGregor    | Anger Zsolt          |
| Mike Steele százados         | Jason Isaacs     | Haás Vander Péter    |
| Danny McKnight alezredes     | Tom Sizemore     | Szabó Sipos Barnabás |
| Jeff Sanderson               | William Fichtner | Fazekas István       |
| Norm `Hoot` Gibson           | Eric Bana        | Stohl András         |
| William F. Garrison tábornok | Sam Shepard      | Tordy Géza           |
| Shawn Nelson                 | Ewen Bremner     | Takátsy Péter        |
| Michael Durant               | Ron Eldard       | Bozsó Péter          |
| Lance Twombly ranger         | Tom Hardy        | Rajkai Zoltán        |
| Ed Yurek törzsőrmester       | Tom Guiry        | Dévai Balázs         |
| Jeff Struecker               | Brian Van Holt   | Minárovits Péter     |
| Joe Cribbs alezredes         | Steven Ford      | Rosta Sándor         |
| Gary Harrell alezredes       | Zeljko Ivanek    | Besenczi Árpád       |
| Dale Sizemore ranger         | Matthew Marsden  | Molnár Levente       |
| Todd Blackburn őrvezető      | Orlando Bloom    | Fekete Zoltán        |
| Randy Shughart               | Johnny Strong    | Welker Gábor         |
| Chris `Wex` Wexler           | Kim Coates       | Breyer Zoltán        |
| Tom Matthews alezredes       | Glenn Morshower  | Seress Zoltán        |
| Lorenzo Ruiz őrmester        | Enrique Murciano | Hajdu István         |
| Dominick Pilla őrmester      | Danny Hoch       | Bartucz Attila       |
| John Beales hadnagy          | Ioan Gruffudd    | Sütő Olivér          |

## Díjak
- Oscar-díj (2002)
  - díj: legjobb vágás (Pietro Scalia)
  - díj: legjobb hang (Michael Minkler, Myron Nettinga, Chris Munro)
  - jelölés: legjobb rendező (Ridley Scott)
  - jelölés: legjobb operatőr (Slawomir Idziak)